# Куйсара
Куйсара — река в России, протекает по Тихвинскому району Ленинградской области. Устье реки находится в 11 км по правому берегу реки Большая Пяльица. Длина реки составляет 16 км.
Населённых пунктов на реке нет. Ближайший населённый пункт — деревня Тимошино (северо-западнее устья).

## Данные водного реестра
По данным государственного водного реестра России относится к Балтийскому бассейновому округу, водохозяйственный участок реки — Свирь, речной подбассейн реки — Свирь (включая реки бассейна Онежского озера). Относится к речному бассейну реки Нева (включая бассейны рек Онежского и Ладожского озера).
Код объекта в государственном водном реестре — 01040100812102000013338.